# Operación Tándem
La operación Tándem (conocida periodísticamente como caso Villarejo) es una macrocausa judicial iniciada en España en noviembre de 2017 tras la detención del comisario jubilado José Manuel Villarejo. Coordinada por la Audiencia Nacional, la investigación destapó una presunta red de corrupción estructurada en torno a Villarejo, quien, valiéndose de su condición de agente en activo y mediante su empresa Cenyt, habría ofrecido servicios de inteligencia y espionaje a clientes privados, vulnerando el ordenamiento jurídico.
La operación ha dado lugar a 47 piezas separadas, centradas en delitos como revelación de secretos, cohecho, blanqueo de capitales, organización criminal y extorsión. Entre los implicados figuran empresarios, despachos de abogados, responsables de seguridad corporativa, y altos cargos policiales y políticos. En 2023, Villarejo fue condenado por primera vez a 19 años de prisión en el marco de las piezas Iron, Land y Pintor, en un proceso con amplias repercusiones judiciales, políticas y mediáticas en España.

## Antecedentes y origen
La operación Tándem se originó a partir de una denuncia anónima presentada ante la Fiscalía Anticorrupción en 2017, que diversos medios atribuyen al exagente del CNI David R. Vidal. Según esas informaciones, Vidal habría obtenido datos comprometedores de un empresario cliente del comisario José Manuel Villarejo y los habría transmitido a la Unidad Central Operativa (UCO) de la Guardia Civil, alertando de posibles actividades delictivas vinculadas tanto a Villarejo como al también comisario Carlos Salamanca.
La UCO, en especial su Unidad de Blanqueo, analizó la documentación y trasladó parte de la información al SEPBLAC  (Servicio Ejecutivo de la Comisión de Prevención del Blanqueo de Capitales e Infracciones Monetarias), al detectar movimientos financieros irregulares relacionados con ambos comisarios.
El 3 de noviembre de 2017 se ejecutó la primera fase de la operación, con la detención de Villarejo, su esposa Gemma Alcalá y Carlos Salamanca, entre otros colaboradores. Los arrestos se llevaron a cabo en Madrid, en el marco de una causa dirigida por el Juzgado Central de Instrucción n.º 6 de la Audiencia Nacional, bajo la dirección del juez Manuel García‑Castellón, con intervención de la Fiscalía Anticorrupción y la Unidad de Asuntos Internos de la Policía.
Los indicios recopilados apuntaban a una estructura organizada dedicada a ofrecer, de forma ilícita, servicios de inteligencia, espionaje, blanqueo de capitales y cohecho, canalizados a través de la empresa Cenyt, propiedad de Villarejo. Entre los encargos identificados figuraban informes como la denominada “Operación King”, realizados para clientes privados mediante un entramado de sociedades pantalla.
Este dispositivo reveló una posible colaboración entre Villarejo y altos mandos policiales, quienes habrían utilizado recursos públicos con fines privados, lo que llevó a destapar una trama más amplia que acabaría configurando la macrocausa judicial conocida como Tándem.

## Desarrollo del caso
Tras los primeros arrestos en noviembre de 2017, la investigación evolucionó rápidamente en una macrocausa compleja, coordinada por el juez Manuel García‑Castellón del Juzgado Central de Instrucción n.º 6 de la Audiencia Nacional, con apoyo de la Fiscalía Anticorrupción y la UCO. Durante los siguientes años, se fragmentó en decenas de “piezas” que investigaban encargos diferenciados realizados por Villarejo a través de su empresa Cenyt.
En octubre de 2021, se celebró el primer macrojuicio que unificó tres piezas principales (Iron, Land y Pintor), en las que se juzgaron delitos como espionaje, revelación de secretos, falsedad documental y extorsión. Estas sesiones se prolongaron hasta julio de 2022, con varios aplazamientos por problemas de salud del acusado.
Paralelamente, se abrieron otras piezas de gran calado, como la pieza 9 sobre el espionaje a BBVA y Sacyr (que documentó actividades de Cenyt desde 2004 con ingresos cercanos a 10 millones de euros), o la pieza 34, que incorporó audios comprometedores en los que aparecen periodistas y altos cargos políticos —incluida María Dolores de Cospedal— discutiendo cambios en la cúpula policial.
El caso continuó ampliándose con nuevas piezas sobre espionaje político, cohecho y extorsión, aunque algunas investigaciones murieron sin imputados o fueron archivadas a causa de recursos judiciales o falta de pruebas.

## Piezas
La operación Tándem se estructura en decenas de investigaciones independientes, conocidas como "piezas". A continuación se ofrece una descripción de las 47 piezas que conforman actualmente esta macrocausa judicial.
| Pieza | Alias                                          | Resumen | Estado |
| ----- | ---------------------------------------------- | --- | --- |
| 0     | King                                           | Investigación troncal que articula la presunta organización criminal en torno a Villarejo. Se centra en unos encargos en Guinea Ecuatorial (Proyecto King), por los que Villarejo habría cobrado 5,3 millones de euros, y sirve de base para las demás piezas. En esta pieza principal se indaga cómo, valiéndose de su cargo policial, Villarejo ofrecía servicios ilegales de inteligencia a clientes privados. | |
| 1     | Salamanca                                      | Aborda un delito de cohecho relacionado con Carlos Salamanca (excomisario jefe del aeropuerto de Barajas) y el empresario Francisco Menéndez. Se investigó que Salamanca recibía dádivas (lujos, viajes, dinero) a cambio de favores migratorios a clientes adinerados de Guinea Ecuatorial, favorecidos al pasar por el aeropuerto. | Salamanca fue condenado a 3 años de prisión por cohecho pasivo (confirmado en 2025), mientras que Menéndez recibió 3 meses por cooperación (con atenuante de colaboración). |
| 2     | Iron                                           | Investigación del espionaje empresarial al bufete Herrero & Asociados. Se examina el encargo que este despacho hizo en 2013 a Villarejo (a través de Cenyt) para espiar a su competidor Balder IP Law, obteniendo información confidencial (bases de datos tributarias, llamadas, cuentas) bajo apariencia de informes policiales. | Villarejo fue condenado a 7 años de prisión por revelación de secretos empresariales y falsedad documental en esta pieza (sentencia de 2023, actualmente recurrida). |
| 3     | Land                                           | Investigación del espionaje en una guerra familiar por una herencia. Trata sobre la contratación de Villarejo por Susana García-Cereceda para obtener información del entorno de su hermana y otros en el marco de la disputa por la herencia del promotor de la urbanización La Finca (Procisa). | Villarejo condenado a 12 años de prisión por revelación de secretos y falsedad en documento mercantil, al demostrarse que obtuvo datos reservados para beneficiar a uno de los bandos familiares. |
| 4     | Pit                                            | Investigación sobre las maniobras para evitar la extradición de un naviero a Guatemala. Analiza la actuación de Villarejo para ayudar al empresario Ángel Pérez-Maura (de la naviera Pérez y Cía.) a eludir su entrega a Guatemala, país que lo reclamaba por un caso de corrupción. Se cree que Villarejo recibió encargos para frustrar la extradición mediante sus contactos e informes (operación Pit). | Pieza en instrucción avanzada; Villarejo y otros implicados (como el exjuez Fernando Andreu) fueron interrogados al respecto, investigándose delitos de cohecho y tráfico de influencias. |
| 5     | Carol                                          | Investigación del encargo atribuido a Corinna Larsen (examiga del rey Juan Carlos I). Indaga si Corinna contrató a Villarejo para obtener datos de la asistente personal de Corinna en España. Incluye grabaciones de reuniones entre Villarejo y Corinna en Londres (2015-2016). Se investigan posibles delitos de cohecho y descubrimiento de secretos, aunque Corinna alega que cuando ocurrieron los hechos Villarejo ya estaba retirado (lo que, según ella, excluiría el cohecho). | La pieza fue archivada en 2018 pero reabierta en 2020 al hallarse nuevos audios comprometedores. |
| 6     | Pintor                                         | Investigación de una presunta extorsión encargada a Villarejo por los hermanos Juan y Fernando Muñoz (empresarios, uno de ellos marido de la periodista Ana Rosa Quintana). El objetivo fue obtener ventaja en un litigio fiscal, para lo cual habrían buscado comprometer al exjuez Francisco Javier de Urquía (abogado de la parte contraria). Villarejo montó una trampa en 2006, grabando al exmagistrado en una situación comprometedora (vídeo íntimo), que años después salió a relucir en este encargo de extorsión. | La pieza se juzgó en el primer macrojuicio; Villarejo fue absuelto de extorsión en este caso, pues el tribunal concluyó que no se acreditó suficientemente el delito ni la participación de los acusados (condenas sí por otros delitos en Iron/Land). |
| 7     | Kitchen                                        | Investigación de la operación parapolicial para espiar al extesorero del PP Luis Bárcenas y sustraerle documentación comprometedora para dicho partido. Apodada operación Kitchen, fue presuntamente orquestada en 2013 desde el Ministerio del Interior –con fondos reservados– para robar los papeles de la caja B del PP que Bárcenas pudiera guardar. Villarejo (entonces agente en activo) habría participado en la trama junto a mandos policiales, contando con la colaboración del chófer de Bárcenas. | Instrucción concluida con propuesta de enjuiciamiento por descubrimiento de secretos y delitos contra la intimidad; entre los procesados figuran el exministro Fernández Díaz y su exsecretario Francisco Martínez. El juez excluyó de la causa a la ex secretaria general del PP M. Dolores de Cospedal por falta de indicios.                                                                  |
| 8     | Marbella                                       | Sin alias conocido (caso Marbella). Indaga la presunta extorsión a un empresario marbellí a manos de Villarejo y sus colaboradores. Según la investigación, el comisario –a través de Cenyt– habría exigido pagos o favores a un empresario de Marbella a cambio de no revelar información comprometedora o de prestarle “protección” (extorsión). | Pieza ya instruida y con auto de apertura de juicio oral; la Fiscalía pide 9 años de cárcel para Villarejo en este caso por coacciones y extorsión (según trascendió en prensa). |
| 9     | Trampa (BBVA)                                  | Investigación del espionaje masivo encargado por BBVA en 2004-2005 para abortar un intento de opa por parte de Sacyr. Bajo el nombre en clave Operación Trampa, Villarejo (a través de Cenyt) espió comunicaciones de altos cargos del Gobierno de Zapatero, empresarios y periodistas para proteger al entonces presidente de BBVA (Francisco González). Se calculan 15.000 llamadas intervenidas y 4.000 números telefónicos vigilados, con pagos de hasta 10 millones € por estos servicios. | Instrucción prácticamente concluida; Anticorrupción ha solicitado el procesamiento de González y otros directivos por cohecho y revelación de secretos, si bien la AN excluyó al propio BBVA como persona jurídica. Es una de las piezas de mayor envergadura del caso Tándem. |
| 10    | Caso Dina                                      | Investigación del conocido “caso Dina”, sobre el robo de datos del móvil de Dina Bousselham (asesora de Pablo Iglesias) y su difusión a la prensa. La pieza 10 se inició por la denuncia del robo (en 2015) de la tarjeta de memoria del teléfono de Dina –que contenía información interna del partido Podemos–, información que luego apareció publicada en medios ligados a Villarejo. Con el avance de la causa, se investigó si Villarejo jugó un papel en difundir esos datos para perjudicar a Podemos, e incluso la pieza derivó en una polémica acusación (ya archivada) contra Pablo Iglesias por supuestos daños a la tarjeta. | Instrucción finalizada; a la espera de juicio por delitos de descubrimiento y revelación de secretos. |
| 11    |                                                | Pieza sin nombre público (fue una pieza instrumental de corto recorrido). Abierta tras unas declaraciones de Villarejo, investigaba posibles revelaciones de secretos por funcionarios públicos en connivencia con Villarejo. | Archivada poco después de abrirse, al no concretarse indicios de criminalidad (pieza de “vida muy breve” dentro del sumario). |
| 12    | Proyecto July (Planeta)                        | Investigación del encargo del Grupo Planeta a Villarejo para espiar a un árbitro. Se indaga si en 2014 Planeta contrató a Villarejo para investigar al árbitro que resolvía un litigio entre Planeta y la emisora Radio Blanca (Kiss FM). Villarejo elaboró el Proyecto “July” para averiguar si dicho árbitro había sido sobornado para fallar contra Planeta. Planeta pagó 40.000 € + IVA a Villarejo por este trabajo. | Instrucción terminada; se ha propuesto juzgar a Villarejo (cohecho pasivo) y a dos exdirectivos de Planeta (cohecho activo) por estos hechos. |
| 13    | Agencia Tributaria                             | Conocida como la pieza de la Agencia Tributaria. Examina los presuntos delitos fiscales cometidos por Villarejo a través de su entramado societario. La pesquisa abarca el periodo 2014-2016, durante el cual sus empresas (Stuart & McKenzie, Global Sinapsis, Grupo Cenyt, etc.) habrían movido importes millonarios eludiendo el control fiscal. Se detectó que varias de esas mercantiles carecían de actividad real y se usaban para traspasar fondos y ocultar ingresos, lo que podría constituir delitos contra la Hacienda Pública.                                                                                               | Instrucción prorrogada; pendiente de decisión sobre procesamiento por fraude fiscal y blanqueo. |
| 14    | Proyecto Ámbar                                 | Investigación de un encargo de espionaje ligado a una herencia millonaria, denominado proyecto Ámbar. Se originó en 2019 tras hallar indicios de que el dueño de un conocido restaurante de Madrid contrató a Villarejo para obtener ventaja en una disputa sucesoria. La Fiscalía acusa a Villarejo de cobrar 423.500 € por investigar a 34 personas relacionadas con el pleito hereditario (incluido el juez del caso), para lo cual accedió ilícitamente a bases de datos policiales confidenciales. | Instrucción concluida; Anticorrupción pide 30 años de cárcel para Villarejo por seis delitos de revelación de secretos en esta pieza, y el procesamiento de otros involucrados (Rafael Redondo y dos policías) por cohecho. |
| 15    | Mutua Madrileña                                | Investigación del presunto encargo de Mutua Madrileña (aseguradora) a Villarejo. Se exploró si directivos de Mutua contrataron al comisario para “salvaguardar sus intereses” en algún conflicto o investigación interna. El exjefe de Seguridad de Mutua, Benjamín García, llegó a estar imputado por cohecho en esta pieza. | Archivada en 2023 al no encontrarse pruebas de que Villarejo realizase espionajes para Mutua Madrileña. |
| 16    |                                                | Investigación de los trabajos de Villarejo para la constructora San José. Surgió al hallarse en los documentos incautados indicios de que la empresa gallega San José S.A. recurrió a Villarejo para espiar a periodistas de La Voz de Galicia que investigaban la concesión de licencias de parques eólicos hace una década. El comisario habría recopilado información para intoxicar o chantajear a los informadores críticos con la constructora. | Instrucción avanzada; se ha imputado por cohecho al director de Seguridad de San José (José A. Carpintero) por estos hechos. |
| 17    |                                                | Investigación de los encargos de espionaje de Iberdrola a Villarejo. Se acumularon indicios de que la eléctrica Iberdrola contrató a Villarejo repetidamente (2004–2017) para distintas operaciones: vigilancia a su rival ACS/Florentino Pérez durante una opa, obtención de datos de políticos y activistas contrarios, etc. El exjefe de Seguridad de Iberdrola, Antonio Asenjo, sería el contacto que gestionó estos pagos. | Instrucción finalizada; se propuso juzgar a Villarejo y a Asenjo por cohecho, y se declaró a Iberdrola responsable civil subsidiaria. No obstante, la causa Iberdrola quedó “desinflada” al excluirse a los altos directivos (como el presidente Sánchez Galán) por falta de indicios. |
| 18    | Proyecto Brod                                  | Investigación sobre el posible espionaje al empresario tecnológico Javier Pérez Dolset (Grupo ZED). Indaga si Villarejo, por encargo de terceros, espió o sabotajeó al exCEO de ZED Worldwide (Dolset), quizás en el contexto de disputas societarias o deudas. | Pieza bajo secreto durante la instrucción; se sabe que en 2020 el juez interrogó a Villarejo al respecto. Se investigan posibles vigilancias ilícitas y descubrimiento de secretos contra Dolset, pero sin detalles públicos concluyentes todavía. |
| 19    |                                                | Investigación de la publicación de audios de Villarejo en medios digitales (Moncloa.com y El Confidencial) y una posible extorsión asociada. Se abrió a instancias de Fiscalía ante la sospecha de que dichos portales pudieron difundir grabaciones de Villarejo para presionar a terceros, actuando como parte de la trama criminal. Sin embargo, tras meses bajo secreto, el juez concluyó que publicar los audios no era delito. | Archivada en 2020, al apreciarse que los hechos estaban vinculados a otra pieza ya juzgada y que los periodistas actuaron amparados por la libertad de información (se consideró “íntimamente conectado” con pieza 3, por las cintas del caso La Finca). |
| 20    |                                                | Investigación de un posible blanqueo de capitales ligado a ciudadanos guineanos (de Guinea Ecuatorial). Esta pieza “colateral” examinaba movimientos de dinero de origen ilícito vinculados a personas de dicho país que pudieron relacionarse con Villarejo. En concreto, se barajó que empresarios ecuatoguineanos habrían utilizado las redes del comisario para lavar fondos millonarios en España. | Secreta durante la instrucción; finalmente archivada (no trascendieron imputaciones formales), aunque parte de esos hechos se incorporaron como contexto en la pieza 1 (cohecho de Salamanca con ciudadanos de Guinea). |
| 21    | Wine                                           | Investigación de los encargos de espionaje realizados para Repsol y CaixaBank en 2011, centrados en el entonces presidente de Sacyr, Luis del Rivero. Villarejo denominó este trabajo proyecto Wine, y consistió en obtener información privilegiada sobre Del Rivero (y su aliado Pemex) cuando Sacyr intentaba una alianza para influir en Repsol. | Juicio celebrado en 2025 –Villarejo fue condenado a 8 años de prisión (cuatro delitos de revelación de secretos, 2 años cada uno); su socio Rafael Redondo recibió 6 años, mientras que los directivos de Repsol y CaixaBank fueron absueltos por falta de pruebas de cohecho. |
| 22    |                                                | Investigación sobre blanqueo de capitales a través de la petrolera pública de Guinea Ecuatorial (GEPetrol). Se sospecha que altos cargos guineanos canalizaron pagos a Villarejo u operaciones de su trama mediante transferencias de GEPetrol. (De hecho, parte del pago del Proyecto King –1,9 millones €– salió de GEPetrol). | Pieza bajo secreto durante años; se trata de la única pieza en la que Villarejo no figura como imputado, pues investiga a terceros. Se habrían dictado órdenes de detención internacional contra dos implicados extranjeros, pero no se han divulgado más detalles. |
| 23    |                                                | Indaga un posible encargo de espionaje político (no prescrito) derivado de la documentación incautada a Villarejo. Abierta tras la oleada de nuevas piezas en 2019, podría abarcar proyectos de inteligencia que no encajan en las demás piezas. | Específica información no pública; se cree que incluía investigaciones relacionadas con el entorno de la Operación Cataluña u otras tramas político-policiales en las que Villarejo pudo participar. (Nota: La numeración de piezas 22-23 no fue ampliamente detallada en prensa, al ser de carácter más instrumental).                                                                          |
| 24    | López Madrid (Elisa Pinto)                     | Investigación del supuesto encargo del empresario Javier López Madrid a Villarejo para hostigar a la doctora Elisa Pinto. Se alega que López Madrid (yerno del rey Juan Carlos I en aquel entonces) recurrió al comisario en 2013 para intimidar a la dermatóloga Elisa Pinto, quien lo había denunciado por acoso y agresión. Villarejo habría intervenido en el acoso a Pinto, incluso apuñalándola levemente en una ocasión según la víctima. | Tras idas y venidas (archivo provisional revocado), la Audiencia Nacional ha ordenado enviar a juicio a López Madrid y Villarejo por estos hechos, al apreciar indicios de cohecho, lesiones y amenazas. |
| 25    | Proyecto Saving (Persán)                       | Investigación del encargo de la empresa sevillana Persán para espiar al grupo Martinsa-Fadesa. Según la instrucción, José Moya (presidente de Persán) contrató a Villarejo en 2011, a través del exsenador del PSOE Francisco M. Rodríguez, con el fin de obtener “información comprometida” que le diera ventaja en la reclamación de una deuda millonaria contra Martinsa. Villarejo ejecutó el Proyecto Saving en tres fases para mejorar la posición jurídica de Moya en ese conflicto financiero. | Instrucción terminada; procesados Villarejo, Redondo y el exsenador por cohecho y revelación de secretos. Se calcula que Villarejo obtuvo más de medio millón de euros por este trabajo. |
| 26    |                                                | Investigación de un presunto espionaje de Villarejo a la empresa de seguridad Segur Ibérica. Indaga el encargo por el cual la trama de Villarejo habría obtenido información ilícita sobre esta compañía (que fue presidida por el exministro Pedro Morenés). Dos policías de la UCAO admitieron haber consultado bases de datos policiales a petición de superiores en el marco de esta pieza. Se apunta que un rival interno o asociado de Segur Ibérica pagó a Villarejo para investigar a la empresa o a sus directivos. | Instrucción bajo secreto; Villarejo y colaboradores fueron citados a declarar en 2021, investigados por cohecho y descubrimiento de secretos. |
| 27    |                                                | Investigación sobre la agencia de detectives Método 3 (caso del restaurante La Camarga en Barcelona). Abierta por la denuncia de Francisco Marco (exdirector de Método 3) acusando a Villarejo de fabricar pruebas para propiciar el registro policial de dicha agencia en 2013. Marco sostenía que Villarejo estuvo detrás de la grabación ilegal del almuerzo entre Alicia Sánchez-Camacho (PP) y Victoria Álvarez (expareja de Jordi Pujol Jr.) en La Camarga, origen del escándalo. | Archivada en 2023 por la Audiencia Nacional, al ver conexión íntima de estos hechos con la pieza 3 (ya juzgada). Se concluyó que ni Villarejo ni los periodistas cometieron delito en la publicación de aquel audio (evitando duplicar investigaciones). |
| 28    |                                                | Investigación iniciada por una supuesta venta de información “secreta” desde prisión tras la detención de Villarejo. Paradójicamente, múltiples indicios sugieren que Villarejo y sus colaboradores maniobraron para usar esta pieza en favor de su defensa, intentando acreditar su rol de “agente encubierto” del Estado. Se investigaba si personas del entorno de Villarejo ofrecieron, estando él en Estremera, información confidencial a cambio de dinero (posible simulación para reforzar la tesis de que todo lo suyo era material secreto).                                                                                    | Instrucción compleja y dilatada; la pieza sigue técnicamente abierta, pero se considera contaminada por las tretas de Villarejo. Es la pieza con más “trampas” internas de todo el sumario, según la prensa. |
| 29    | Grass, Hacha                                   | Investigación del encargo de espionaje de unos abogados (bufete Chávarri) a Villarejo. Antonio Chávarri y Juan Vila-Coro, socios de un despacho, contrataron a Villarejo en 2012 para investigar al empresario Joaquín Molpeceres (suegro de Chávarri) en el contexto de un concurso de acreedores. El comisario desplegó los proyectos “Grass” y “Hacha” para este fin, facturando unos 300.000 €. Se investigan delitos de cohecho y descubrimiento de secretos, pues Villarejo habría accedido a bases de datos restringidas para obtener ventaja en ese litigio empresarial.                                                          | Instrucción finalizada; pendiente de juicio por cohecho (clientes y abogados) y revelación de secretos. |
| 30    | Proyecto Ring                                  | Investigación de un encargo privado para revertir una sentencia de herencia en favor de una empresaria identificada como Eva. Villarejo habría sido contratado para ayudarla a conservar una herencia de ~24 millones de euros que un juzgado anuló. | En instrucción. Anticorrupción solicitó en 2022 prorrogar la instrucción de esta pieza 6 meses más. A fecha de 2025, continúa investigándose posibles delitos de cohecho y revelación de secretos, sin juicio aún (pieza prorrogada y no archivada). |
| 31    | Instrumental, “Expurgo” y República Dominicana | Pieza de carácter instrumental creada en 2022 para agrupar documentación, decisiones o posibles nuevas líneas que afectan al conjunto del caso Tándem. Inicialmente se abrió para investigar indicios de blanqueo de capitales en negocios de Villarejo vinculados a la República Dominicana. | En instrucción. La investigación por blanqueo en R. Dominicana sigue abierta desde 2022. La pieza instrumental (denominada de “expurgo”) permanece abierta mientras dure la macrocausa, recopilando materiales confidenciales que no encajen en otras piezas. No hay procesamiento final aún. |
| 32    | Pieza de Expurgo                               | Línea de investigación creada en mayo de 2022 específicamente para almacenar y gestionar la información sensible incautada a Villarejo que afecte a terceros ajenos al caso. Se la conoce como la pieza de “Expurgo”. (Nota: Se trata de una pieza técnica similar a la 31; algunas fuentes la numeran 31, pero oficialmente se formó aparte el 25/5/2022). | Abierta y bajo secreto. Es una pieza instrumental en permanente actualización mientras se analizan los fondos documentales. No avanzará a juicio; su contenido expurgado permanecerá reservado y solo accesible con autorización judicial. |
| 33    |                                                | Investigación del espionaje privado y chantaje contra Xavier Vinyals, empresario catalán y ex cónsul honorario de Letonia en Barcelona, vinculado al independentismo. Villarejo habría dirigido un operativo para obtener “trapos sucios” contra Vinyals por encargo de un rival, con el fin de inculparle y extorsionarle. | En instrucción (secreta). Abierta en 2022, esta pieza tomó declaraciones en 2022–2023 pero fue retrasada por problemas de salud de Villarejo. Vinyals sigue imputado en el caso Volhov, mientras la Audiencia Nacional determina posibles delitos de revelación de secretos, cohecho y extorsión en este encargo de Villarejo. No se ha elevado a juicio aún (2025).                             |
| 34    | Audios de Villarejo                            | Investigación de los últimos audios filtrados de Villarejo en medios. Esta pieza recopila y analiza grabaciones del comisario divulgadas en prensa en 2021-2022, en las que aparecen periodistas y políticos (por ejemplo, conversaciones de Villarejo con María Dolores de Cospedal sobre cambios en la cúpula policial). Su fin es determinar posibles responsabilidades penales tanto de Villarejo como de quienes difundieron o aprovecharon esos audios. | Instrucción en curso; es una pieza instrumental y de carácter transversal (no persigue un encargo específico sino el impacto de las filtraciones). No tiene imputados principales más allá del propio Villarejo, y podría acabar archivada si no se concretan delitos. |
| 35    |                                                | Investigación centrada en los ingresos, pagos y estructura financiera de Cenyt, el grupo empresarial de Villarejo, con el objetivo de rastrear el origen del dinero y determinar si procede de actividades ilícitas. | En instrucción (2025). Villarejo ha pedido el archivo de esta pieza, argumentando que es una investigación prospectiva (sin indicios concretos de delito), pero el juez la mantiene abierta. La Fiscalía Anticorrupción la considera una parte fundamental del caso, ya que permite documentar el beneficio económico de los delitos atribuidos al excomisario.                                  |
| 36    |                                                | Investigación de un posible espionaje al abogado Javier Gómez de Liaño (exmagistrado). Se sospecha que Villarejo pudo espiar o recopilar información sobre Gómez de Liaño –quien fue abogado de un implicado en Gürtel y crítico con Villarejo–, quizá por encargo de terceros que querían “pinchar” su teléfono o conocer sus estrategias. | La pieza sigue en instrucción secreta; Gómez de Liaño figura como perjudicado. No se han revelado imputaciones, pero se indaga si Villarejo y un cliente cometieron revelación de secretos contra el letrado. |
| 37    |                                                | Investigación secreta abierta por el juez García Castellón en marzo de 2023 para abordar de forma separada algunos encargos concretos realizados por Villarejo entre 2004 y 2014, considerados por la Policía como ejecutados y penalmente perseguibles. | En instrucción secreta desde marzo de 2023. Supone el punto de partida de la nueva tanda de piezas (38–47) que desglosan individualmente cada uno de esos encargos filtrados como viables por Asuntos Internos. La pieza 37 en sí misma sirve como bisagra o nodo inicial de esta fase y no sustituye a la archivada pieza 35, sino que la fragmenta conforme a criterios legales más estrictos. |
| 38-47 |                                                | Las piezas 38 a 47 agrupan una decena de nuevas líneas abiertas con el objetivo de investigar diversos encargos realizados por Villarejo entre 2004 y 2014 más allá de los proyectos previamente conocidos. | Las piezas 38–47 están activas y en fase de investigación, aún por resolver, y juegan un papel clave para evitar que prescriban posibles delitos recientes. |

## Juicio y sentencias
En julio de 2023, la Audiencia Nacional dictó la primera sentencia contra José Manuel Villarejo en el marco de la operación Tándem, tras un juicio que abarcó las piezas Iron, Land y Pintor. El tribunal condenó al excomisario a 19 años de prisión por delitos de revelación de secretos y falsedad en documento mercantil, aunque fue absuelto del cargo de cohecho y de la acusación de extorsión en su caso.
La acusación, ejercida por la Fiscalía Anticorrupción, había solicitado hasta 83 años de prisión, pero la pena final quedó fijada por la suma de condenas parciales —sin que ninguna superase el máximo legal permitido para un solo delito—. El tribunal consideró que Villarejo actuó al margen de sus funciones públicas, por lo que descartó el cohecho. Asimismo, mantuvo medidas cautelares que le permitieron permanecer en libertad vigilada —sin riesgo de fuga, con retirada del pasaporte y obligación de comparecer quincenalmente ante el juzgado— hasta que la sentencia fuese firme.
Posteriormente, en mayo de 2025, se dictó una nueva sentencia por la pieza conocida como “proyecto Wine”, relativa a espionaje a Repsol y CaixaBank, que condenó a Villarejo a dos años de cárcel por cada uno de los cuatro delitos de revelación de secretos. Su socio Rafael Redondo fue condenado a seis años, mientras que los directivos de Repsol y CaixaBank fueron absueltos por falta de pruebas de cohecho.
Cabe destacar que la sentencia de julio de 2023 fue recurrida por la Fiscalía, que consideró insuficiente la pena en comparación con la gravedad y magnitud de las conductas investigadas. En octubre de 2024, la Sala de lo Penal confirmó la condena de 19 años para Villarejo y 13 años para Redondo, ratificando la absolución por cohecho y señalando que las actividades encajaron dentro de una esfera estrictamente privada. La magistrada Carmen Paloma González emitió un voto particular discrepante en lo relativo a la consideración del cohecho.
En conjunto, el proceso judicial ha desencadenado condenas por múltiples delitos, con resultados mixtos en cuanto a las distintas formas de cohecho, falsedad y extorsión, y ha dado lugar a un abanico de recursos y apelaciones para revisar el alcance y firmeza de las penas impuestas.

## Impacto y repercusiones
La Operación Tándem ha tenido un fuerte impacto mediático y político en España, al implicar a un exalto comisario de la Policía Nacional, José Manuel Villarejo, en actividades clandestinas de espionaje, cohecho y blanqueo de capitales. Los cuadernos incautados al comisario en los registros de 2017 revelaron una red de influencia que conectaba a dirigentes políticos y miembros del PP, entre ellos María Dolores de Cospedal e Ignacio López del Hierro, lo que reforzó la impresión de la existencia de "cloacas del Estado". Esa documentación alimentó el debate sobre el uso de los servicios policiales en operaciones destinadas a objetivos políticos, y puso en evidencia posibles presiones ejercidas desde el entorno de la Policía para la persecución de adversarios políticos o mediáticos.
En el ámbito judicial, la operación Tándem supuso la apertura de múltiples piezas —alrededor de 30— que han abordado desde espionaje a grandes empresas como BBVA y Sacyr hasta actuaciones vinculadas a casos como Kitchen o el seguimiento a líderes del proceso independentista catalán. En una de las piezas más relevantes —la pieza 9— el juez García‑Castellón propuso juzgar a BBVA y su expresidente Francisco González por cohecho y revelación de secretos (presuntos encargos pagados por valor de 10 millones de euros), un caso que todavía sigue imputando a altos directivos.
En el plano institucional, el escándalo ha impulsado la apertura de investigaciones y comisiones parlamentarias para revisar el uso de métodos policiales en investigaciones internas y políticas, así como para reforzar la transparencia en las contrataciones privadas de exagentes del Estado. Como consecuencia, se han revisado protocolos de control interno en las Fuerzas y Cuerpos de Seguridad del Estado, redibujado límites legales a servicios de inteligencia privados y resaltado la necesidad de mejorar la regulación del espionaje empresarial y político en democracia. El caso sigue ejerciendo presión sobre el sistema judicial y político para garantizar que los mecanismos de poder se ajusten estrictamente a la ley y los derechos fundamentales.